# Station Nagai
Station Nagai (長居駅, Nagai-eki) is een spoorweg- en metrostation in de wijk Sumiyoshi-ku in de Japanse stad Osaka. Het wordt aangedaan door de Midosuji-lijn (metro) en de Hanwa-lijn (trein). Hoewel de stations zo'n 60 meter uit elkaar liggen, worden ze als een enkel station beschouwd. De perrons van de Hanwa-lijn bevinden zich boven het maaiveld, de Midosuji-perrons onder de grond.

## Lijnen

### JR West
| 1 | ■ Hanwa-lijn | richting Ōtori, Hineno en Wakayama |
| 2 | ■ Hanwa-lijn | richting Tennōji                   |

### Metro van Osaka(stationsnummer M26)
| 1 | ■ Midosuji-lijn | richting Abiko en Nakamozu                          |
| 2 | ■ Midosuji-lijn | richting Tennōji, Namba, Umeda, Shin-Osaka en Esaka |

## Geschiedenis
Het eerste station werd geopend in 1929 Voor de Hanwa-spoorwegmaatschappij en droeg de naam Rinnanji-mae (voor de Rinnan-tempel). In 1940 werd het overgedragen aan de Yamanote-lijn van Nankai, waarna het vier jaar later de Hanwa-lijn werd en de stationsnaam in Nagai werd veranderd. In 1960 kwam er een station aan de Midosuji-lijn en tussen 2004 en 2006 werden de perrons van de Hanwa-lijn opgehoogd.

## Overig openbaar vervoer
Bussen 4, 4A, 24 en 66

## Stationsomgeving

### Publieke gebouwen
- Nagai-park, met daarin:
  - Nagai Stadion
  - Balsportstadion
  - Sporthal
  - Zwembad
  - Honkbalstadion
  - Jeugdherberg

### Winkels
- Sunkus
- FamilyMart
- Lawson
- Hotel Castle
- Nagai Park Hotel
- Life (supermarkt)
- Kansai Supermarket
- Tsutaya
- McDonald's
- Kinki Osaka Bank
- Senshu Ikeda Bank
- Juso Shinkin Bank